# Seleção Francesa de Rugby Sevens Feminino
A Seleção Francesa de rugby sevens representa a França nos torneios femininos de rugby sevens. É uma das seleções mais renomadas da Europa, seu continente, que compete na Série Mundial de Rugby Sevens, na Copa do Mundo de Rugby Sevens e nos Jogos Olímpicos. Ela é coordenada pela Federação Francesa de Rugby.
Entre as campanhas mais bem sucedidas, as Les Bleues chegaram às quartas de final da Copa do Mundo em 2009 e à final em 2018. A seleção francesa ainda foi campeã europeia em 2007 e 2015. Nos Jogos Olímpicos de Verão de 2016, terminaram em sexto lugar; nos Jogos de 2020, conseguiram chegar à final e conquistaram a medalha de prata.

## História
A França competiu na primeira Copa do Mundo de Rugby Sevens de 2009 em Dubai. Elas terminaram no topo do grupo, apesar de terem perdido para os Países Baixos no jogo de abertura, mas foram eliminadas pelos Estados Unidos nas quartas de final da Copa sem terem marcado um único ponto. Elas finalmente terminaram em sétimo lugar depois de perder para o Canadá nas semifinais do Plate. Elas também competiram na Copa do Mundo de Rugby Sevens de 2018 e ficaram invictas em seu caminho para a final, vencendo até mesmo as campeãs olímpicas, Austrália, por 19–12 nas semifinais, antes de sucumbir para as atuais campeãs, a Nova Zelândia, nas finais, onde foram derrotados por 29–0.

## Desempenho

### Jogos Olímpicos

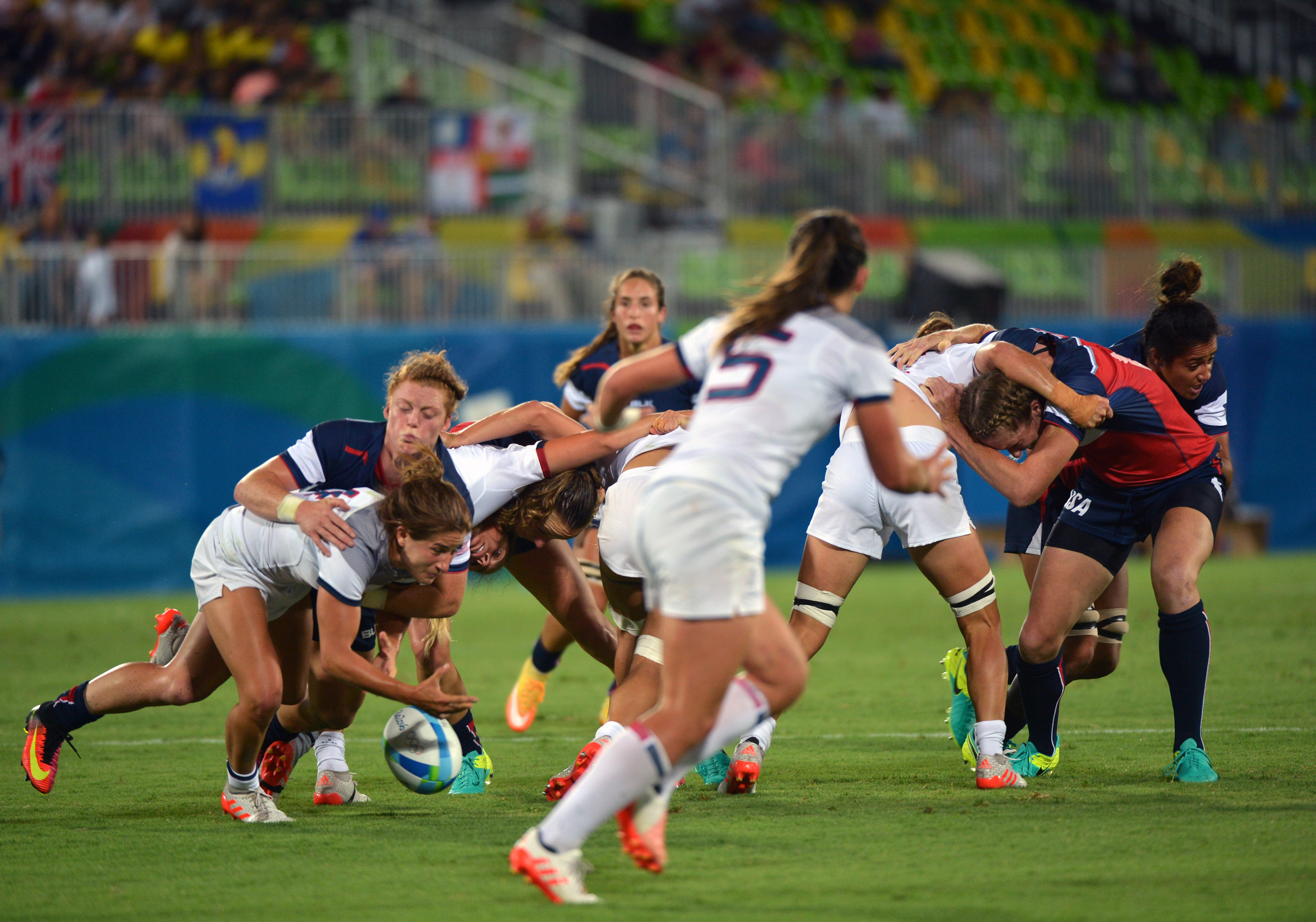
Disputa entre França e Estados Unidos pelo quinto lugar nos Jogos Olímpicos de Verão de 2016.

| Ano   | Resultado        | Pos | J  | V  | E | D |
| ----- | ---------------- | --- | -- | -- | - | - |
| 2016  | Quartas de final | 6   | 6  | 3  | 0 | 3 |
| 2020  | Final            | 2   | 6  | 5  | 0 | 1 |
| 2024  | Quartas de final | 5   | 6  | 5  | 0 | 1 |
| Total | 0 títulos        | 0/3 | 18 | 13 | 0 | 5 |

### Copa do Mundo
| 2009  | Semifinais          | 7   | 5  | 2  | 0 | 3 |
| 2013  | Semifinais          | 11  | 5  | 2  | 1 | 2 |
| 2018  | Final               | 2   | 4  | 3  | 0 | 1 |
| 2022  | Disputa pelo bronze | 3   | 4  | 3  | 0 | 1 |
| Total | 0 títulos           | 0/4 | 18 | 10 | 1 | 7 |